# Ålems socken
Ålems socken i Småland ingick i Stranda härad, ingår sedan 1974 i Mönsterås kommun i Kalmar län och motsvarar från 2016 Ålems distrikt.
Socknens areal är 177,29 kvadratkilometer, varav land 176,49. År 2000 fanns här 5 327 invånare. Tätorterna Ålem, Timmernabben och Blomstermåla, den tidigare municipalköpingen Pataholm samt Ålems kyrkby med sockenkyrkan Ålems kyrka ligger i socknen. 

## Administrativ historik
Ålems socken har medeltida ursprung.
Vid kommunreformen 1862 övergick socknens ansvar för de kyrkliga frågorna till Ålems församling och för de borgerliga frågorna till Ålems landskommun. Denna senare uppgick 1974 i Mönsterås kommun.
1 januari 2016 inrättades distriktet Ålem, med samma omfattning som församlingen hade 1999/2000.
Socknen har tillhört samma fögderier och domsagor som Stranda härad. De indelta soldaterna tillhörde Smålands husarregemente, Staby skvadron, Överstelöjtnanets kompani och båtsmännen tillhörde Smålands båtsmanskompani.

## Geografi
Ålems socken ligger vid Kalmarsund, norr om Kalmar, kring Alsterån. Socknen är flack och skogbeväxt i väster och består av odlingsbygd och skärgård i öster.
Herrgården och byggnadsminnet Råsnäs herrgård ligger i denna socken.

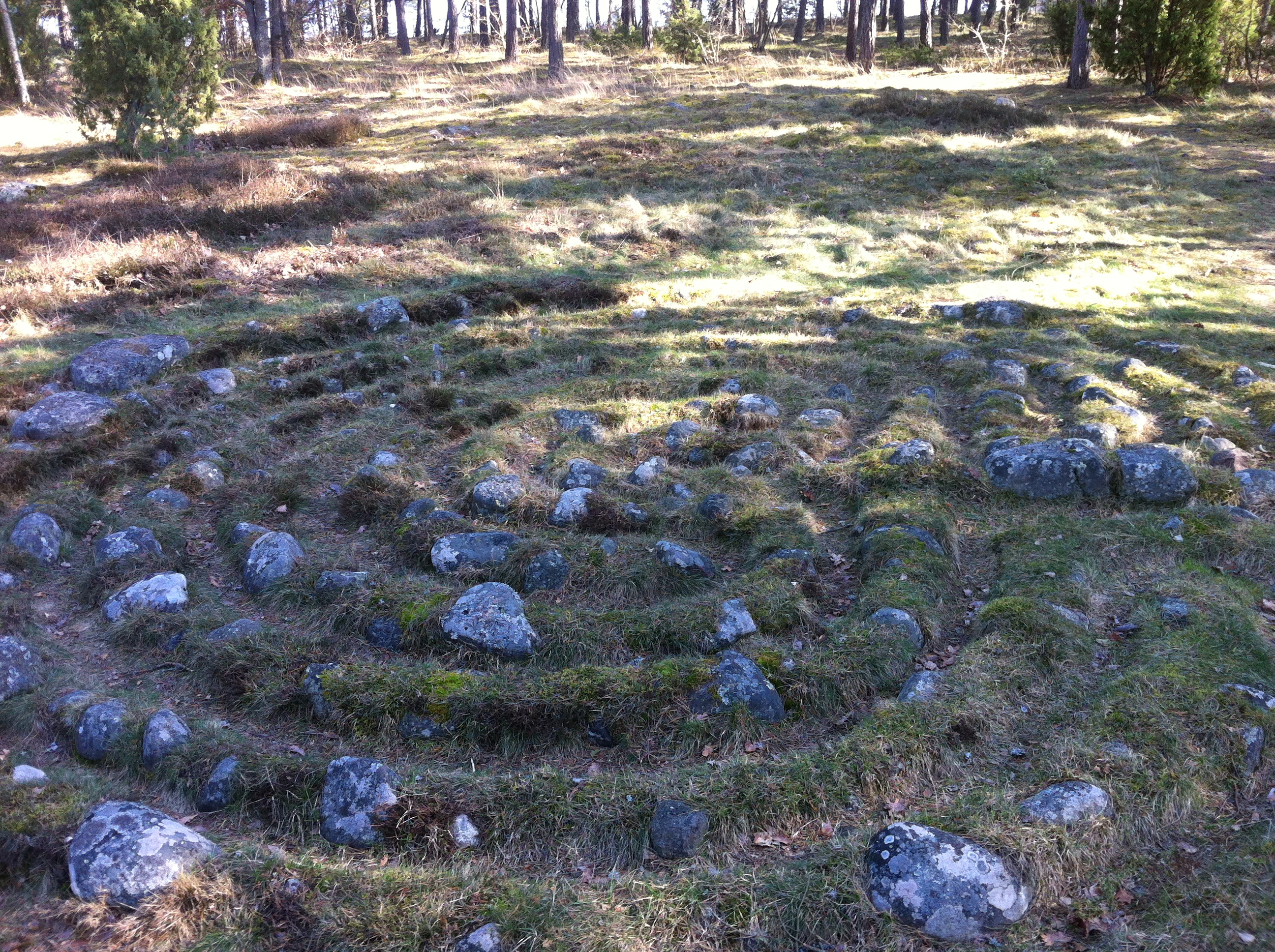
Labyrint vid Gäddesnäs, Ålems sn.

## Fornlämningar
Kända från socknen är fem stenåldersboplatser, ett 30-tal gravrösen från bronsåldern och tre mindre gravfält från äldre järnåldern.

## Namnet
Namnet (1304 Alem) kommer från kyrkbyn. Förleden är å som är flertydigt och kan avse 'vattendrag', å, då Alsterån eller biflöde till den, eller 'långsträckt höjd', ås, då Högsbyåsen. Efterleden är hem, 'boplats'.

### Fotnoter
1. 1 2  Svensk Uppslagsbok Ålems socken
2. 1 2  Harlén, Hans; Harlén Eivy (2003). Sverige från A till Ö: geografisk-historisk uppslagsbok. Stockholm: Kommentus. Libris 9337075. ISBN 91-7345-139-8
3. ↑  Administrativ historik för Ålem socken (Klicka på församlingsposten). Källa: Nationella arkivdatabasen, Riksarkivet.
4. ↑  Om Smålands båtsmanskompani privat sida
5. 1 2  Sjögren, Otto (1931). Sverige geografisk beskrivning del 2 Östergötlands, Jönköpings, Kronobergs, Kalmar och Gotlands län. Stockholm: Wahlström & Widstrand. Libris 9939
6. 1 2  Nationalencyklopedin
7. ↑  Fornlämningar, Statens historiska museum: Ålems socken
8. ↑  Fornminnesregistret, Riksantikvarieämbetet: Ålems socken Fornminnen i socknen erhålls på kartan genom att skriva in sockennamn (utan "socken") i "Ange geografiskt område"
9. ↑  Mats Wahlberg, red (2003). Svenskt ortnamnslexikon. Uppsala: Institutet för språk och folkminnen. Libris 8998039. ISBN 91-7229-020-X. https://isof.diva-portal.org/smash/get/diva2:1175717/FULLTEXT02.pdf